# Эндрю, Кристофер
Кристофер Морис Эндрю (англ. Christopher Maurice Andrew; род. 23 июля 1941) — британский историк, специалист по международным отношениям и истории спецслужб, эмерит-профессор Кембриджского университета, PhD.
Эмерит-профессор истории нового и новейшего времени, бывший декан исторического факультета Кэмбриджского университета, основатель его семинара по спецслужбам, в 2000—2010 годах президент его Корпус-Кристи колледжа. Бывший приглашенный профессор Гарварда (где являлся Kaneb профессором по нацбезопасности), Торонто и Национального австралийского университета.
В 2003—2010 годах официальный историк MI5.
Лектор многих американских университетов и ЦРУ, единственный не американец — член Фонда XX века и будущего в разведсообществе США (англ. Twentieth Century Fund Task force on the Future of the U.S. Intelligence Community). 
Начиная с 1980 года частый гость на радио BBC.
Почётный профессор истории Университета Квинс в Белфасте.

## Избранные труды
- The Missing Dimension: Governments and Intelligence Communities in the Twentieth Century (1984) (with David Dilks)
- Secret Service: The Making of the British Intelligence Community (1985)
- Her Majesty’s Secret Service:The Making of the British Intelligence Community (American Edition 1986,1987)
- Codebreaking and Signals Intelligence (1986)
- Intelligence and International Relations 1900—1945 (1987) (with Jeremy Noakes)
- KGB: The Inside Story of its Foreign Operations from Lenin to Gorbachev (1990) (with Oleg Gordievsky)
- Instructions from The Centre: Top Secret Files on KGB Foreign Operations 1975—1985 (1991) (published in the USA as: Comrade Kryuchkov’s Instructions) (with Oleg Gordievsky)
- More Instructions from The Centre: Top Secret Files on KGB Global Operations 1975—1985 (1992) (with Oleg Gordievsky)
- Comrade Kryuchkov’s Instructions: Top Secret Files on KGB Foreign Operations, 1975—1985 (1994)
- For The President’s Eyes Only: Secret Intelligence and the American Presidency from Washington to Bush (1995)
- Eternal Vigilance? Fifty Years of the CIA (1997) (with Rhodri Jeffreys-Jones)
- The Mitrokhin Archive. Vol. I: The KGB in Europe and the West (1999) (with Vasili Mitrokhin)
- The Mitrokhin Archive. Vol. II: The KGB and the World (2005) (with Vasili Mitrokhin)
- The Defence of the Realm: The Authorised History of MI5 (2009) ISBN 978-0-307-26363-6
- The Secret World: A History of Intelligence (2018) ISBN 978-0-300-23844-0